# Црна Гора на Европском првенству у атлетици у дворани 2015.
Црна Гора је учествовала на 33. Европском првенству у дворани 2015 одржаном у Прагу, Чешка, од 5. до 8. марта. Ово је прво Европско првенство у дворани од када Црна Гора учествује самостално под овим именом.
Репрезентацију Црне Горе представљало је двоје спортиста (1 мушкарац и 1 жена) који су се такмичили у 2 дисциплине (1 мушка и 1 женска).
Представници Црне Горе на овом првенству нису освојили неку медаљу, нити су оборили неки рекорд.

## Учесници
| Бр. | Дисциплина | Мушкарци   | Жене           | Укупно |
| --- | ---------- | ---------- | -------------- | ------ |
| 1   | 60 м       | Лука Ракић |                | 1      |
| 2   | Скок увис  |            | Марија Вуковић | 1      |
|     | Укупно (2) | 1          | 1              | 2      |

## Резултати

### Мушкарци
| Атлетичар  | Дисциплина | Лични рекорд | Квалификације | Квалификације | Полуфинале           | Полуфинале           | Финале               | Финале       | Детаљи |
| Атлетичар  | Дисциплина | Лични рекорд | Резултат      | Место         | Резултат             | Место                | Резултат             | Место        | Детаљи |
| ---------- | ---------- | ------------ | ------------- | ------------- | -------------------- | -------------------- | -------------------- | ------------ | ------ |
| Лука Ракић | 60 м       | 6,80 НР      | 6,87          | 7 у гр. 4     | Није се квалификовао | Није се квалификовао | Није се квалификовао | 31 / 35 (37) |        |

### Жене
| Атлетичарka    | Дисциплина | Лични рекорд | Квалификације | Квалификације | Полуфинале | Полуфинале | Финале                | Финале  | Детаљи |
| Атлетичарka    | Дисциплина | Лични рекорд | Резултат      | Место         | Резултат   | Место      | Резултат              | Место   | Детаљи |
| -------------- | ---------- | ------------ | ------------- | ------------- | ---------- | ---------- | --------------------- | ------- | ------ |
| Марија Вуковић | Скок увис  | 1,84 НР      | 1,77          | 20            |            |            | Није се квалификовала | 20 / 22 |        |